# بخش شرول
بخش شرول (به فرانسوی: Arrondissement de Charolles) یک بخش در فرانسه است که در سون-ا-لوآر واقع شده‌است.